# The Fool on the Hill
«The Fool on the Hill» es una canción de los Beatles, compuesta e interpretada por Paul McCartney, aunque acreditada Lennon/McCartney. Está incluida en el álbum de 1967 Magical Mystery Tour y en la película Magical Mystery Tour de ese mismo año, con tomas grabadas cerca de Niza, Francia, los días 30 y 31 de octubre.
Cuenta con una variación de climas que fluyen a partir de la modulación (de tonalidad mayor a menor) que se sucede entre el puente y el estribillo.

## Orígenes
Paul McCartney dijo sobre la canción:

"Fool on the Hill" era mía y creo que la escribí por alguien como el Maharishi. Sus detractores lo llamaban "tonto" (fool). No era tomado en serio por su risita tonta... Yo estaba al piano en casa de mi padre en Liverpool tocando un acorde de Re sexta y compuse "The Fool on the Hill".
Paul McCartney.

Después, en una sesión de grabación de "With a Little Help from My Friends", McCartney la tocó para John Lennon, y este le dijo que la escribiera. Paul no lo hizo, estaba seguro de que no la olvidaría. En una entrevista para Playboy en 1980, Lennon dijo: "Es Paul. Otra buena letra. Demuestra que es capaz de escribir canciones completas."

## Grabación
McCartney grabó una maqueta de la canción el 6 de septiembre de 1967. Esta versión fue incluida posteriormente en el álbum Anthology 2 (canción nº15). La grabación empezó el 25 de septiembre en dos estudios de la EMI en Londres, este fue un período de 03:00 horas a 19:00 horas, que resultó en la primera grabación correcta de "The Fool On The Hill", con pistas añadidas posteriormente los días 26 de septiembre, 27 de septiembre (adición de otra pista de voz), 20 de octubre (flautas) y 25 de octubre (pista de bajo). Se grabaron tres tomas de la pista de ritmo de base. John y George tocaron la armónica y Paul grabó una flauta dulce doblada. La batería y la voz principal se agregaron luego en la toma cuatro (que era una remezcla reducción de la toma tres).
La toma 4 del día 25 de septiembre también se incluye en Anthology 2 (canción 17).
Al principio, durante el período de sesiones, los Beatles recibieron la visita de dos miembros de los medios de comunicación japoneses, Hasebe Koh y Hoshika Rumiko. Mientras que los Beatles empezaron a ensayar el "The Fool On The Hill", Koh tomó fotografías y grabados Rumiko hizo breves entrevistas con cada miembro del grupo. La cinta completa dura aproximadamente 12 minutos de duración (cuando se reproduce a velocidad cercana a la correcta), pero lamentablemente sólo sobrevive una copia con poca calidad de sonido.
Ese mismo 25 de septiembre también estuvo presente en la sesión, Yoko Ono, en la que fue probablemente la primera visita de la futura esposa de John a las sesiones de The Beatles.

## Créditos
- Paul McCartney – voz, piano (Stainway Hamburg Baby Grand), bajo (Rickenbacker 4001s), flauta dulce, guitarra acústica (Epiphone Texan).
- John Lennon – armónica (Höhner Chromatic), guitarra clásica (José Ramírez III).
- George Harrison – armónica (Höhner Chromatic).
- Ringo Starr – batería (Ludwig Super Classic), maracas, crótalos.
- Richard Taylor – flauta dulce
- Jack Ellory – flauta traversa
- Christopher Taylor – flauta traversa
- Richard Taylor – flauta traversa
- Ray Thomas - armónica (Höhner Chromatic).
- Mike Pinder - armónica (Höhner Chromatic).

## Cine
La canción se utilizó en los créditos iniciales de la película de 2010 Dinner for Schmucks de Jay Roach teniendo de fondo «dioramas protagonizados por ratones disecados».